# Мусаева, Сифай Абдульфат кызы
Сифай Абдульфат кызы (Абульфат кызы) Мусаева (азерб. Sifayı Əbülfət qızı Musayeva; 15 июня 1931, Вергядузский район — 29 марта 1996, Билясуварский район) — советский азербайджанский хлопковод, Герой Социалистического Труда (1966).

## Биография
Родилась 15 июня 1931 года в селе Абасабад Вергядузского района Азербайджанская ССР (ныне село в Ярдымлинском районе).
С 1953 года — звеньевая, бригадир, с 1974 года — заведующая птицеводческой фермой колхоза имени Кирова Пушкинского района Азербайджанской ССР. В 1965 году бригада под руководством Мусаевой выполнила два годовых плана по сбору урожая хлопка. В 1965 году бригада получила урожай хлопка 35 центнеров с гектара, а в 1968 году — 38 центнеров с гектара вместо плановых 19,3 центнеров с гектара.
Указом Президиума Верховного Совета СССР от 30 апреля 1966 года за успехи, достигнутые в увеличении производства и заготовок хлопка-сырца Мусаевой Сифай Абдульфат кызы присвоено звание Героя Социалистического Труда с вручением ордена Ленина и золотой медали «Серп и Молот».
Активно участвовала в общественной жизни Азербайджана. Член КПСС с 1965 года.
Скончалась 29 марта 1996 года в селе Исметли Билясуварского района.